# دیتر شیدور
دیتر شیدور (آلمانی: Dieter Schidor؛ ‏ ۶ مارس ۱۹۴۸ – ۱۷ سپتامبر ۱۹۸۷) بازیگر اهل آلمان بود.
از فیلم‌ها یا برنامه‌های تلویزیونی که وی در آن نقش داشته‌است، می‌توان به مینو، عبور از مرز جهنم، کوئرله، صلیب آهنین، اشتیاق ورونیکا فوس، سیاه و سفید رنگی و فرمول اشاره کرد.